# هوشیار زیباری
هوشیار زباری (به کردی: هۆشیار زێباری)؛ (زاده ۲ دسامبر ۱۹۵۳) از چهره‌های سیاسی عراق، از رهبران جنبش کردهای عراق است. او مدتی معاون نخست‌وزیر عراق و پیش از آن وزیر امور خارجه و نیز دارایی این کشور بود. او تحت پوشش اینکه یک عرب اهوازی است در دانشگاه اردن در امان در رشته علوم سیاسی به تحصیل پرداخت و در ۱۹۷۹ فارغ‌التحصیل شد.
هوشیار زیباری وزیر امور خارجه پیشین عراق است. خواهر هوشیار زیباری به نام حمایل زیباری، سومین همسر مصطفی بارزانی بوده‌است. وی همچنین دایی مسعود بارزانی رئیس حکومت اقلیم کردستان عراق است.

هوشیار زیباری در سال ۲۰۱۶ هنگامی که وزیر دارایی عراق بود به دلیل اتهامات مربوط به فساد مالی از طرف مجلس عراق برکنار شد. او این اتهامات را رد کرده است. در فوریه ۲۰۲۲ دادگاه عالی فدرال عراق، حکم کرد که هوشیار زیباری به دلیل اتهامات مربوط به فساد مالی نمی‌تواند در رقابت‌های ریاست جمهوری شرکت کند. او حکم دادگاه عالی را ناعادلانه و سیاسی خواند.